# Poziția fortificată „Traian”

Din punct de vedere morfologic Coasta Iașilor domină altitudinal valea Bahluiului și Câmpia Moldovei.

„Poziția fortificată „Traian” a reprezentat un sistem fortificat de apărare amenajat între râurile Prut și Siret, destinat barării accesului în adâncimea Moldovei, spre sud. Edificat pe direcția Târgu Neamț – Iași, acesta a fost amenajat la sud de șoseaua Iași–Târgu Frumos, valorificând pentru a opri pătrunderea inamicului spre sud aspectul frământat, deluros al terenului existent.
Un loc important din punct de vedere strategic, regiunea Târgu Frumos se preta unui atac cu numeroase unități de blindate, drept care autoritățile au decis, în 1939 dată fiind declanșarea celui de-Al Doilea Război Mondial, construirea unui sistem de fortificații în acest areal. Lucrările au fost abandonate în luna iunie 1941, dată fiind intrarea României în război. În toamna anului 1943 însă, dat find că frontul se apropia tot mai mult de frontierele României, execuția proiectului a fost reluată de  autorități.
Avantajul principal al acestei poziții de apărare era că asigura o linie mai scurtă a frontului de contact și respectiv o densitate mai mare a forțelor, în cazul unei ofensive sovietice de succes, ceea ce oferea o șansă mai mare defensivei româno-germane. Acesta oferea, de asemenea, prin scurtarea linie frontului posibilitatea creării de rezerve de forțe. Deși puternică în calitate de poziție de apărare, era totuși dezavantajată de necesitatea unor ocoluri mari și mult înapoia frontului, în spatele său, impuse de configurația terenului și de rețeau proastă de drumuri existente în respectivul sector.
Destinată unei eventuale replieri organizate, această poziție avea la 15 km în față Poziția fortificată „Dacia”, destinată acoperirii comunicației Iași – Târgu Fumos.